# Крыштоповка (Ильинецкий район)
Крыштоповка (укр. Криштопівка) — село на Украине, находится в Ильинецком районе Винницкой области.
Код КОАТУУ — 0521284003. Население по переписи 2001 года составляет 642 человека. Почтовый индекс — 22742. Телефонный код — 4345.
Занимает площадь 2,46 км².

## Адрес местного совета
22742, Винницкая область, Иллинецкий р-н, п. Криштопивське, ул.Хутирська, 4